# Eunício Oliveira
Eunício Lopes de Oliveira (Lavras da Mangabeira, 30 de septiembre de 1952) es un político, agropecuario y empresario brasileño, afiliado al Movimiento Democrático Brasileño (MDB). Fue senador por el estado de Ceará. También fue presidente del Senado Federal de Brasil.

## Biografía
De origen humilde como hijo de labrador cearense, se enriqueció montando empresas especializadas en ganar licitaciones, y hoy posee un patrimonio evaluado en 99 millones de reales.
Estudió administración de empresas y ciencias políticas en el Centro Universitario de Brasilia (CEUB). Se encuentra afiliado al MDB desde 1972, siendo diputado federal por tres mandatos entre 1999 y 2011. Además, fue líder de su partido en la Cámara de Diputados entre 2003 y 2004. Se licenció de la cámara entre 2004 y 2005, para desempeñarse como ministro de comunicaciones dentro del gabinete de Luiz Inácio Lula da Silva.
En octubre de 2010, fue elegido senador por el Ceará con 2 688 833 votos, siendo el candidato más votado para el cargo en la historia del estado.
En 2014 fue candidato al gobernador del Ceará, apoyado por una coalición de ocho partidos. Finalizó la primera vuelta, el 5 de octubre de 2014, con 1.979.499 votos (46,41 %), desempeño que le garantizó el segundo lugar, disputando la segunda vuelta contra Camilo Santana (PT), que era apoyado por el entonces gobernador Cid Gomes. El 26 de octubre de 2014, con 2.113.940 votos (46,65 %), fue derrotado en la segunda vuelta.
En 2017 fue elegido presidente del Senado, tras vencer a José Medeiros (PSD-MT) por 61 a 10 votos.